# Зевелен
Зевелен (нем. Sevelen) — коммуна в Швейцарии, в кантоне Санкт-Галлен. Входит в состав округа Верденберг. Официальный код — 3275.

## История
Впервые упоминается в письменных источниках в 1160 как Sevellins.

## География
Площадь коммуны составляет 30,34 км². 51,1 % территории занимают сельскохозяйственные угодья; 33,3 % — леса; 7 % — населённые пункты и дороги; оставшиеся 8,6 % — не используются (реки и озёра). Расположен к югу от города Букс, на границе с Лихтенштейном.

## Население
Население коммуны по данным на 31 декабря 2012 года составляет 4675 человек. По данным на 2007 год 28,8 % населения коммуны составляют иностранные граждане. На 2000 год иностранные граждане включают: 94 чел. из Германии, 156 чел. из Италии, 509 чел. из бывшей Югославии, 63 чел. из Австрии, 67 чел. из Турции и 180 чел. из других стран. По данным на 2000 год 86,1 % населения назвали родным языком немецкий; 4,3 % — албанский и 2,4 % — итальянский. С учётом только коренных языков Швейцарии (на 2000 год) 3661 человек назвали родным языком немецкий; 16 человек — французский; 100 человек — итальянский и 23 человека — романшский.
Возрастной состав населения (на 2000 год): 12,7 % — младше 9 лет; 15,1 % — от 10 до 19 лет; 13,8 % — от 20 до 29 лет; 16,1 % — от 30 до 39 лет; 15,8 % — от 40 до 49 лет; 12,6 % — от 50 до 59 лет; 7,0 % — от 60 до 69 лет; 4,3 % — от 70 до 79 лет; 2,2 % — от 80 до 89 лет и 0,3 % — старше 90 лет.
Динамика численности населения по годам:
| 1831 | 1850 | 1900 | 1930 | 1950 | 1980 | 1990 |
| ---- | ---- | ---- | ---- | ---- | ---- | ---- |
| 1593 | 1585 | 1821 | 2052 | 2254 | 2839 | 3623 |